# スヴャトスラフ・フセスラヴィチ
スヴャトスラフ・フセスラヴィチ（ベラルーシ語: Святаслаў Усяславіч、? - 1129年以降）は、ポロツク公フセスラフの年少の子のうちの一人である。ヴィテプスク公（在位：1101年 - 1129年）。聖名ゲオルギー。

## 生涯
1001年に父のフセスラフが死去した後に、ポロツク公国はその息子たちの間で分割相続された。A.プレスニャコフ(ru)やT.ヴァシレフスキーの説では、スヴャトスラフはポロツク公国の分領公国としてヴィテプスク公国を相続し、ヴィテプスクはフセスラフの子孫が支配を続けたとしている。一方、L.アレクセーフ(ru)の説では、この時期のヴィテプスクはスモレンスク公国の支配下にあり、ヴィテプスク公国はスモレンスク公ロスチスラフによって、その封臣・息子に下賜されたとしている。ただし、年代記上からはこの意見を裏付けることはできない。
1129年、キエフ大公ムスチスラフ1世はポロツク公国への遠征を行い、スヴャトスラフは捕縛された。同じく捕らえられたスヴャトスラフの兄弟のロスチスラフやダヴィドはコンスタンティノープルへ流罪となった。スヴャトスラフのその後は不明である。

## 妻子
妻はウラジーミル・モノマフの娘のソフィー（エヴドスキヤ）。子には以下の人物がいる。
- ヴャチェスラフ（ヴャチコ）（1167年以降没）
- グラディスラヴァ(ru)（1173年以降没） - 修道女。聖名エヴドキヤ。
- プレドスラヴァ（1101年 - 1173年） - 修道女、聖名エヴフロシニヤ。列聖。
- ヴァシリコ（1144年没） - ポロツク公（1132年 - 1144年）
- ダヴィド - ヴィテプスク公